# Camille Saint-Saëns
Charles Camille Saint-Saëns (magyar kiejtése: [sȧrl kȧmij szenszansz], Párizs, 1835. október 9. – Algír, 1921. december 16.) francia zeneszerző, karmester, zongorista, orgonista. Leghíresebb művei a Sámson és Delila, Az állatok farsangja és a 3. Orgona-szimfónia.

## Családnevének kiejtése
A művész családnevének a kiejtése olykor viták tárgya, ugyanis maga Saint-Saëns nem ejtette a szó végi [sz] hangot, ennek ellenére francia nyelvterületen ma az [sz]-es ejtés a legelterjedtebb (franciául: IPA /ʃaʁl kamij sɛ̃sɑ̃s/).

## Életpályája
Camille Saint-Saëns Párizsban született. Apja kormányhivatalnok volt, aki fia születése után néhány hónappal elhunyt. A fiút anyja, Clémence nevelte fel, akit nagynénje, Charlotte Masson segített anyagilag. Ők tanították először zenére is, mert a gyermek zenei tehetsége már igen korán nyilvánvalóvá vált, hároméves korában már megírta első zongoradarabját. Hétévesen kompozíciót tanult, 11 évesen pedig sikeres zongorahangversenyt adott Párizsban Mozart és Beethoven műveiből. 1848-ban felvették a Conservatoire-ba, ahol Stamatynál zongorát, Halévynél és Rebernél zeneszerzést tanult, de tanára volt Gounod is. Sok neves zenésszel ismerkedett meg, és tehetségét elismerte Liszt, Rossini és Berlioz is.
1853-ban elnyerte a Saint Merry-templom orgonistai állását, amit 1858-ban a St. Madeleine-templommal cserélt fel, s itt tevékenykedett egészen 1877-ig. Közben, 1861 és 1865 között tanára volt a Niedermeyer-féle egyházi zeneiskolának is, ahol tanítványa volt többek között Gabriel Fauré. Állásait azért adta fel, hogy csak a zeneszerzéssel tudjon foglalkozni. 1871-ben néhány kollégájával együtt megalakította a Société Nationale de Musique-et (Nemzeti Zenei Társaság), amelynek a célja a kortárs francia zeneszerzők műveinek a népszerűsítése volt. Fontos állomás volt zeneszerzői pályáján első versenyműveinek a megírása: 1858-ban mutatták be I. zongoraversenyét, majd egy év múlva az 1. hegedűversenyt. 1868-as 2. (g-moll) zongoraverseny Liszt Ferenc tetszését is elnyerte (állítólag mindössze 17 nap alatt írta). Nagy siker volt az Introduction et Rondo capriccioso hegedűre és zenekarra írt darabjának 1863-as bemutatója is. Fontos megemlíteni a korszakból még az a-moll csellóversenyt (1872) és a Danse macabre 1874-es bemutatóját.
1875-ben megnősült, egy nála jóval fiatalabb nőt vett el Marie-Laure Truffot személyében, de mivel Saint-Saëns homoszexuális volt, házasságuk nem működött, így hat év után elváltak. Két fiúgyermekük született, akik azonban csecsemőkorukban meghaltak.
1877-től, amikor feladta állását, számos hangversenykörutat teljesített, ahol saját műveit adta elő karmesterként és hangszeres művészként, 1879-ben forró sikerű hangversenyt adott Budapesten is. Az 1870–1880-as években volt legsikeresebb zenei időszaka: 1877-ben mutatta be Liszt Ferenc Weimarban Samson et Dalila (Sámson és Delila) című operáját. Az opera szövegét Ferdinand Lemaire írta, természetesen a bibliai történet alapján. 1886-ban született Le Carnaval des animaux (Az állatok farsangja) című, 14 tételes játékos-ironikus darabja, amely farsangi meglepetésként egy gordonkaművész hangversenye alkalmából készült. A darabban az „igazi” állatokon (oroszlán, tyúk, kenguru, elefánt, hattyú stb.) kívül olyan különös szerzetek is szerepelnek, mint a zongoristák. A darab két zongorára és kamarazenekarra íródott. „A mű kétszeres persziflázs: az egyes állatfajták mögött jól felismerhetőek a megfelelő emberi tulajdonságok, másrészt az ezeket ábrázoló dallamok olykor önmagukért beszélnek, mint közismert zenei idézetek. A Teknősbékák című tétel például Offenbach Orfeusz az alvilágban című operettjének híres kánkánját használja fel parodizáló lassú tempóban; az Elefánt humoros nagybőgőszólója nem más, mint a Szilfek tánca Berlioz Faust elkárhozása című drámai oratóriumából; a Kövületek Rossini Sevillai borbélyából idéz.” Ugyanebben az évben mutatta be 3. szimfóniáját, amit a benne alkalmazott orgona miatt Orgonaszimfóniának is neveznek. A nevezetes művet az akkoriban elhunyt Liszt Ferenc emlékének szentelte.
Utolsó éveiben sem csökkent munkabírása: számos zongoradarabot, az 5. zongoraversenyt, újabb gordonkaversenyt, zenekari darabokat, VII. Eduárd koronázására indulót stb. komponált. Mindeközben sokat utazott Európában és az Egyesült Államokban. Nagy szenvedélye volt a lepkék gyűjtése, alapos szakértője lett a témának (miként majd Bartók a rovaroknak).
Életműve elismeréseként a francia kormány Francia Becsületrend kitüntetésben részesítette. Utolsó éveit Algériában töltötte, 1921-ben az algíri Hôtel de l’Oasis-ban érte a halál. Hamvai a párizsi Montparnasse temetőben nyugszanak.

## Jelentősége
Saint-Saëns a zenei neoklasszicizmus jeles képviselője. Korábban az új zene elkötelezett híve volt, ezért támogatta a Société Nationale létrejöttét, noha nem tartozott a forradalmi újítók közé. „Műveiben … a nagy tudás hűvös szigorral és eleganciával társul, a formai és technikai sajátosságok lépnek előtérbe.” Sokan eklektikusnak tartják művészetét, „rokonsága Liszttel, Corneille-jel vagy Victor Hugóval … csak külsődleges, … belőle hiányzott az a forradalmi láz, amely Lisztet vagy Hugót annyira jellemezi…”. Műveiből a klasszikus zenei iskolázottság érezhető ki, emiatt törekedett zenéjében plasztikusságra, választékosságra és világos kifejezésre. Ezért is számíthatott a 19. századi francia zene vezéralakjának.

## Műveiből
Saint-Saëns termékeny komponistának számít, műveinek száma jóval 500 fölött van. Az alábbi lista elsősorban az opus-számmal ellátott művek közül ad áttekintést.

### Operák
- La Princesse Jaune, op. 30, (1872)
- Le Timbre d'Argent, (1877)
- Samson et Dalila, op. 47, (1877)
- Étienne Marcel, (1879)
- Henry VIII, (1883)
- Proserpine, (1887)
- Ascanio, (1890)
- Phryné, (1893)
- Frédégonde, (1895)
- Les Barbares, (1901)
- Hélène, (1904)
- L'Ancêtre, (1906)
- Déjanire, (1911)

### Szimfonikus művek
- Symphonie n° 1 en mi bémol majeur (1. (Esz-dúr) szimfónia), op. 2.
- Suite pour violoncelle et orchestre (Csellószvit), op. 16.
- Concerto pour piano (1. (D-dúr) zongoraverseny), op. 17.
- Concerto pour violon (1. hegedűverseny), op. 20.
- Concerto pour piano n° 2 en sol mineur (2. (g-moll) zongoraverseny), op. 22.
- Introduction et Rondo capriccioso pour violon et orchestre, op. 28.
- Concerto pour piano n° 3 (3. (Esz-dúr) zongoraverseny), op. 29.
- Le Rouet d'Omphale (szimfonikus költemény), op. 31.
- Concerto pour violoncelle n° 1 en la mineur (1. (a-moll) csellóverseny), op. 33.
- Phaéton (szimfonikus költemény), op. 39.
- Danse macabre (szimfonikus költemény), op. 40.
- Concerto pour piano n° 4 en ut mineur (4. (c-moll) zongoraverseny), op. 44.
- Romance pour violon et orchestre, op. 48.
- La jeunesse d'Hercule (szimfonikus költemény), op. 50.
- Symphonie n° 2 en la mineur (2. (a-moll) szimfónia), op. 55.
- Concerto pour violon n° 2 (2. hegedűverseny), op. 58.
- Concerto pour violon n° 3 (3. hegedűverseny), op. 61.
- Morceau de concert pour violon et orchestre, op. 62.
- Allegro appassionato, op. 70.
- Rapsodie d'Auvergne pour piano et orchestre, op. 73.
- Caprice-Valse pour piano et orchestre („Wedding-Cake”), op. 76.
- Symphonie n° 3 avec orgue (3. „Orgona” szimfónia, c-moll, op. 78.)
- Havanaise pour violon et orchestre, op. 83.
- Fantasie pour piano et orchestre („Afrika”), op. 89.
- Concerto pour piano n° 5 (5. „Egyiptomi” zongoraverseny, F-dúr, op. 103.)
- Concerto pour violoncelle n° 2 (2. csellóverseny), op. 119.
- Caprice Andalou pour violon et orchestre, op. 122.

### Zongoradarabok
- Six Bagatelles, op. 3.
- Duettino (négykezes), op. 11.
- Mazurka No.1–3., op. 21, 24, 66.
- Gavotte, op. 23
- Variations sur un theme de Beethoven (két zongorára), op. 35.
- Six Études, op. 52.
- Menuet et valse, op. 56.
- Allegro appassionato, op. 70.
- Album pour le piano, op. 72.
- Rapsodie d'Auvergne, op. 73.
- Polonaise (két zongorára), op. 77.
- Souvenir d'Italie, op. 80.
- Feuillet d'Album (négykezes), op. 81.
- Les Cloches du Soir, op. 85.
- Pas redoublé (négykezes), op. 86.
- Scherzo (két zongorára), op. 87
- Valse canariote, a-moll, op. 88.
- Suite, op. 90.
- Caprice arabe, op. 96
- Theme varié (két zongorára), op. 97.
- Souvenir d'Ismailia, op. 100.
- Valse Mignonne, op. 104.
- Berceuse (négykezes), op. 105.
- Caprice héroique (két zongorára), op. 106.
- Valse Nonchalante, op. 110.
- Six Études, op. 111.
- Valse Langoureuse, op. 120.
- Six Études pour la main gauche (Hat etűd bal kézre), op. 135.; Caroline de Serres-nek dedikálva[11]
- Valse Gaie, op. 139.
- Marche interalliée (négykezes), op. 155
- Six Fugues, op. 161.
- Feuillet d'Album, op. 169.

### Orgonaművek
- Trois pièces pour Harmonium, op. 1.
- Fantaisie n° 1 en mi bémol majeur (Esz-dúr fantázia).
- Trois Rhapsodies sur des cantiques bretons, op. 7.
- Bénédiction nuptiale, op. 9.
- Élévation ou communion, op. 13.
- Trois Préludes et Fugues, op. 99.
- Fantaisie n° 2en ré bémol majeur (D-dúr fantázia), op. 101.
- Marche religieuse, op. 107.
- Trois Préludes et Fugues, op. 109.
- Sept improvisations, op. 150.
- Cyprès et Lauriers (zenekarral), op. 156.
- Fantaisie n° 3 en do majeur (C-dúr fantázia), op. 157.
- Prière (hegedűvel), op. 158

### Kamarazene-művek
- Tarentelle pour flûte, clarinette et piano, op. 6.
- Quintette avec piano (Zongorakvintett), op. 14.
- Suite pour violoncelle et piano, op. 16.
- Trio n° 1 pour violon, violoncelle et piano (F-dúr trió), op. 18.
- Sonate n° 1 pour violoncelle et piano (1. csellószonáta), op. 32.
- Romance pour cor et piano, op. 36.
- Berceuse pour violon et piano, op. 38.
- Danse Macabre, op. 40.
- Quatuor avec piano (B-dúr zongoranégyes), op. 41.
- Allegro appassionato pour violoncelle et piano, op. 43.
- Romance pour violoncelle et piano (D-dúr románc), op. 51.
- Septuor pour cordes, piano et trompette (Szeptett vonósnégyesre, zongorára és trombitára), op. 65.
- Sonate n° 1 pour violon et piano, op. 75.
- Caprice „sur des airs Danois et Russes” pour flûte, clarinette, hautbois et piano, op. 79.
- Chant Saphique pour violoncelle et piano, op. 91.
- Trio n° 2 pour violon, violoncelle et piano (e-moll trió), op. 92.
- Fantaisie pour harpe, op. 95.
- Sonate n° 2 pour violon et piano, op. 102.
- Quatuor à cordes n° 1 (1. vonósnégyes), op. 112.
- Cavatine pour trombone ténor et piano, op. 114.
- Sonate n° 2 pour violoncelle et piano (2. gordonkaszonáta), op. 123.
- Fantaisie pour violon et harpe, op. 124.
- Triptyque pour violon et piano, op. 136.
- Quatuor à cordes n° 2 (2. vonósnégyes), op. 153.
- Élégies pour violon et piano, op. 143, 160.
- Sonate pour hautbois et piano, op. 166.
- Sonate pour clarinette et piano (Esz-dúr klarinétszonáta), op. 167.
- Sonate pour basson et piano (G-dúr fagottszonáta), op. 168.

## Oratórikus művek
- Mass (Mise, 4 hang, kórus, orgona, zenekar), op. 4.
- Tantum ergo, op. 5.
- Scène d'Horace, op. 10.
- Oratorio de Noël, op. 12.
- Les Noces de Prométhée, op. 19.
- Nuit Persane (Mélodies persanes) (szólista, kórus, zenekar), op. 26.
- Psaume XVIII, op. 42.
- Le Déluge, op. 45.
- Les Soldats de Gédéon, op. 46.
- Requiem, op. 54.
- La Lyre et la Harpe (Victor Hugo versére, szólista, kórus, zenekar), op. 57.
- Calme des nuits (kórus), op. 68.
- La fiancée du Timbalier (Victor Hugo versére, szoprán, zenekar), op. 82.
- Les Guerriers, op. 84.
- La Nuit (szoprán, női kórus, zenekar), op. 114.
- Lola (Stéphan Bordèse versére, szólisták, zenekar), op. 116.
- Psaume CL, op. 127.
- Des pas dans l'allée (kórus), op. 141.
- Ave Maria (kórus, orgona), op. 145.
- La Cendre rouge, op. 146.
- Tu es Petrus, op. 147.
- Quam Dilecta, op. 148.
- Laudate Dominum, op. 149.
- Hymne a la paix, op. 159.

## Hangfelvételek
- 1. szimfónia, Op.2 – Youtube.com, Közzététel: 2013. júl. 24.
- 2. szimfónia, Op.55 – Youtube.com, Közzététel: 2017. jún. 14.
- 3. szimfónia, Op.78 – Youtube.com, Közzététel: 2013. nov. 19.
- Sámson és Delila,  – Youtube.com, Közzététel: 2014. nov. 5.
- Haláltánc,  – Youtube.com, Közzététel: 2012. okt. 20.
- Requiem, Op.54 – Youtube.com, Közzététel: 2012. aug. 22.
- Az állatok farsangja,  – Youtube.com, Közzététel: 2013. dec. 31.
- A hattyú az Állatok farsangjából – John Michel gordonkázik.

- Rondo capriccioso – Elias Goldstein hegedül, a DePaul Symphony Orchestra játszik.

- Saint-Saëns - Piano Concerto No. 2 (opening). YouTube
- Saint-Saëns - Rhapsodie d'Auvergne Op.73. YouTube